# Солвей-Ферт
Солвей-Ферт (англ. Solway Firth, шотл. гел. Tràchd Romhra) — затока Ірландського моря між берегами Англії та Шотландії. Прямує вглиб суходолу на 65 км у північно-східному напрямку. Ширина на вході 38 км. Переважають глибини 7 - 10 м. Величина припливів близько 4 м. Швидкість припливної течії 6 - 8 км/год.
Затока є частиною кордону між Англією та Шотландією, між Камбрією (включаючи рівнину Солвей) та Дамфріс-і-Галловей. Межами є: Сейнт-Біс, на південь від Вайтгейвена в Камбрії, до Малл-Галловей, на західному кінці Дамфріс-і-Галловей.  На захід від Солвей-Ферт знаходиться Ірландське море.
Для берегової лінії характерні слабкогорбиста рівнина. Рибальство та сільське господарство все ще відіграють важливу роль у регіональній економіці, хоча туризм стає все більш важливим.